# Municipio de Hällefors
Hällefors (en sueco: Hällefors kommun) es un municipio de la provincia de Örebro, en el centro-sur de Suecia. Su sede se encuentra en la localidad de Hällefors. Las fusiones relacionadas con la reforma municipal de 1971 tuvieron lugar ya en 1967 cuando el viejo Hällefors se fusionó con Grythyttan y la parroquia de Hjulsjö, que en 1965-1966 había estado temporalmente en el municipio de Nora.

## Localidades
Hay dos áreas urbanas (tätort) en el municipio:
| # | Tätort     | Población |
| - | ---------- | --------- |
| 1 | Hällefors  | 4506      |
| 2 | Grythyttan | 822       |

## Ciudades hermanas
Hällefors está hermanado o tiene tratado de cooperación con:
- Orkdal, Noruega
- Lüchow, Alemania
- Jelgava, Letonia